# Villares de Yeltes
Villares de Yeltes – gmina w Hiszpanii, w prowincji Salamanka, w Kastylii i León, o powierzchni 40,54 km². W 2011 roku gmina liczyła 132 mieszkańców.